# Junonia almana
Junonia almana är en fjärilsart som beskrevs av Carl von Linné 1758. Junonia almana ingår i släktet Junonia och familjen praktfjärilar. IUCN kategoriserar arten globalt som livskraftig. Inga underarter finns listade i Catalogue of Life.

## Bildgalleri

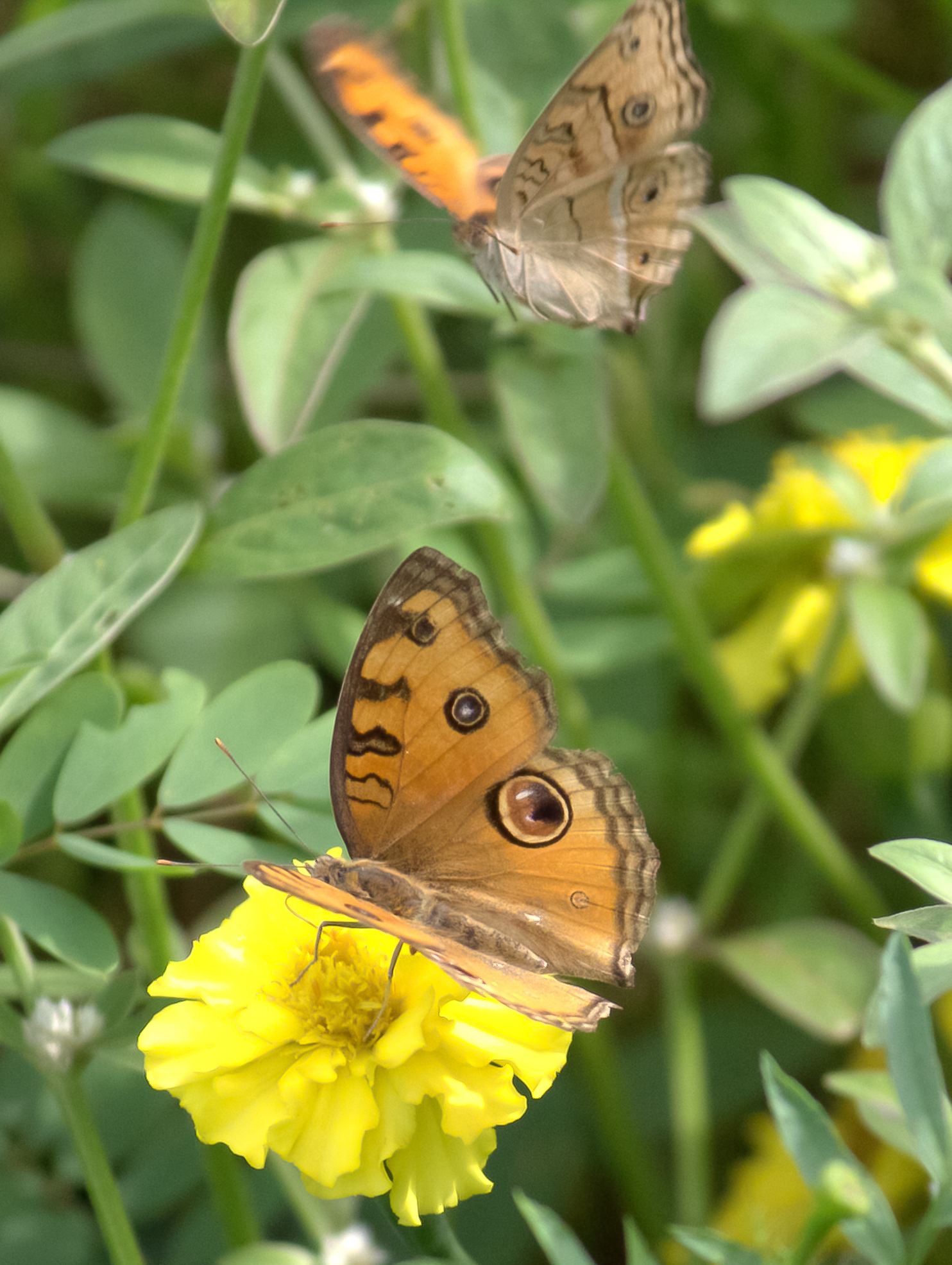
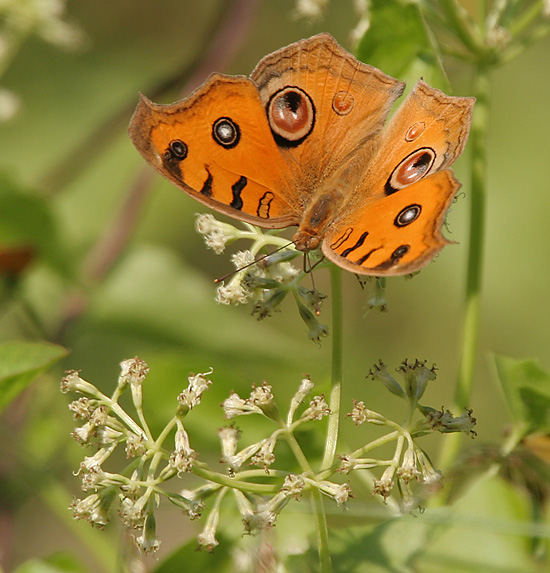
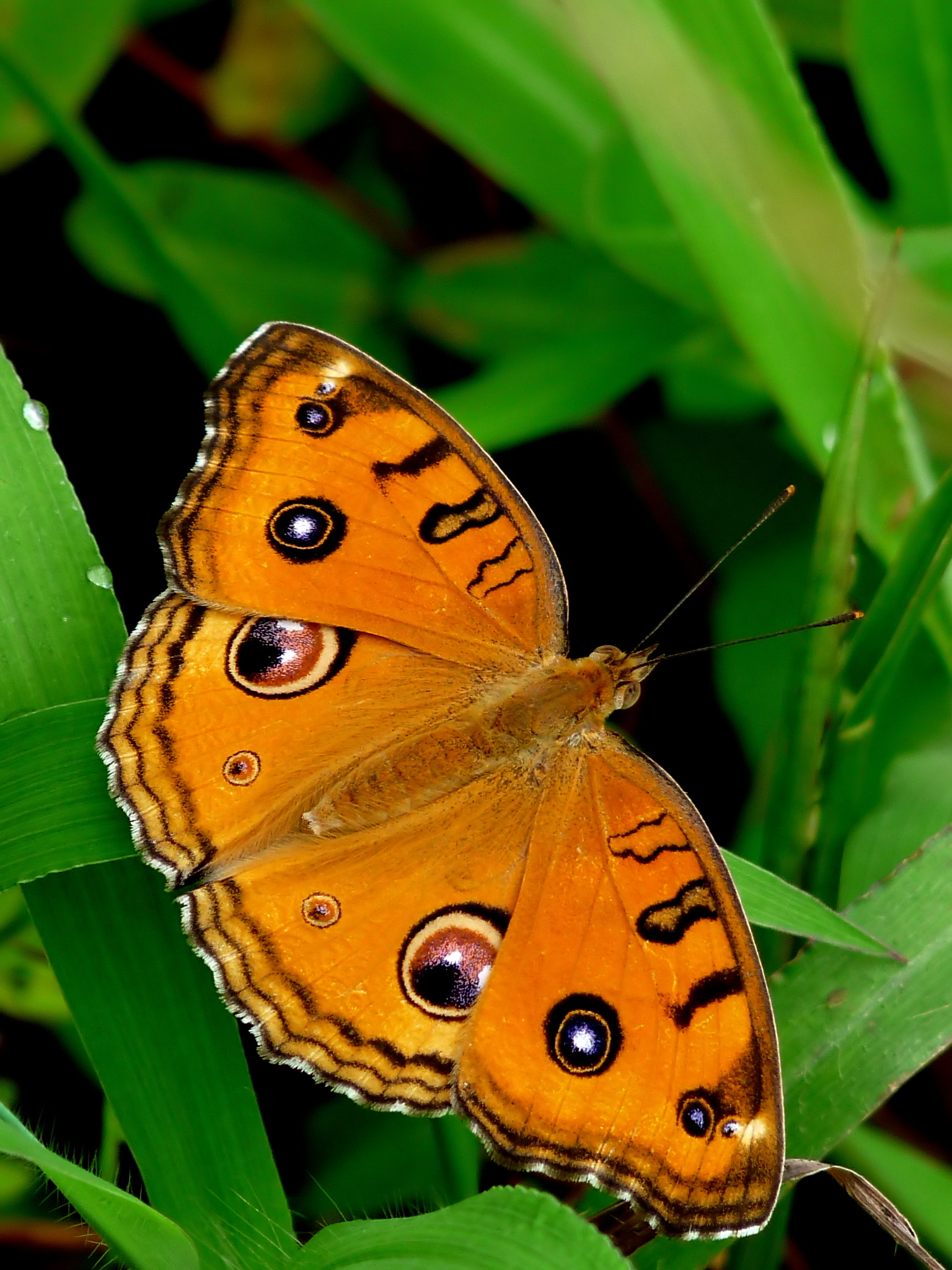
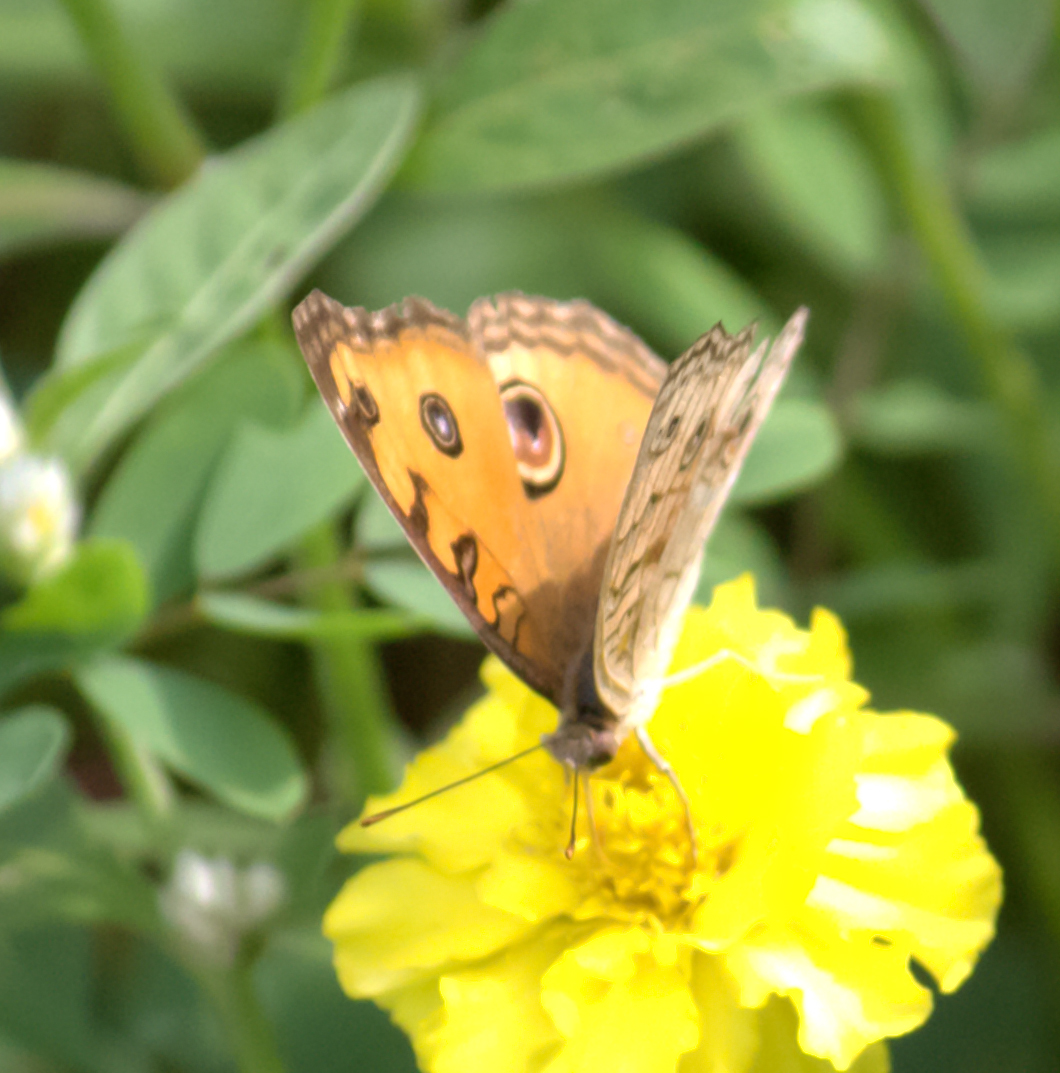
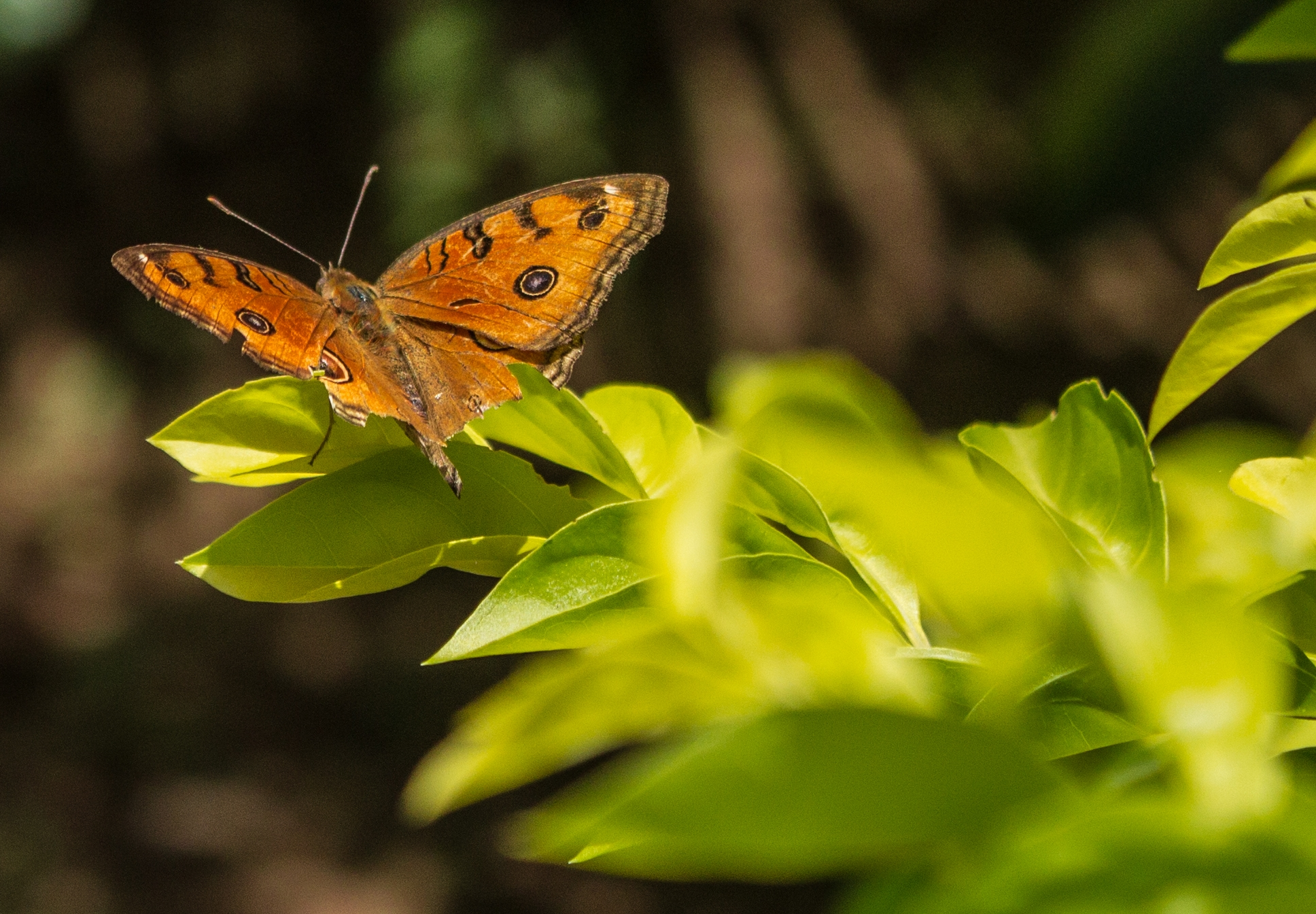